# Jake Sandvig
Steven Jacob Sandvig, meglio noto come Jake Sandvig (Clovis, 8 settembre 1986), è un attore statunitense.

## Biografia
Figlio della costumista Michelle Sandvig che lo ha accompagnato più volte dietro le quinte, ha tre sorelle minori.
Ha iniziato la sua carriera nel 1998, a 12 anni, ed è principalmente noto per aver recitato nel 2010 in Easy Girl.

## Filmografia

### Cinema
- My Way Home, regia di Kenneth Luba - cortometraggio (1998)
- Storia di noi due (The Story of Us), regia di Rob Reiner (1999)
- Sky High - Scuola di superpoteri (Sky High), regia di Mike Mitchell (2005)
- Finishing the Game: The Search for a New Bruce Lee, regia di Justin Lin (2007)
- Rubberheart, regia di Brian Crano - cortometraggio (2007)
- Official Selection, regia di Brian Crano - cortometraggio (2008)
- Extreme Movie, regia di Adam Jay Epstein e Andrew Jacobson (2008)
- Alien Conspiracy, regia di Max Hurwitz - cortometraggio (2008)
- Fired Up! - Ragazzi pon pon (Fired Up!), regia di Will Gluck (2009)
- Easy Girl (Easy A), regia di Will Gluck (2010)
- A Bag of Hammers, regia di Brian Crano (2011)
- Arthur and the Bunnies, regia di Dana Turken - cortometraggio (2012)
- An Evergreen Christmas, regia di Jeremy Culver (2014)

### Televisione
- Amanda Show (The Amanda Show) – serie TV, 2 episodi (1999-2002)
- Father Can't Cope, regia di Brian Levant – film TV (2000)
- Ancora una volta (Once and Again) – serie TV, 2 episodi (2001-2002)
- The Closer – serie TV, 1 episodio (2005)
- Pool Guys, regia di Andy Cadiff – film TV (2005)
- Veronica Mars – serie TV, 1 episodio (2006)
- Cracking Up – serie TV, 10 episodi (2004-2006)
- Journeyman – serie TV, 1 episodio (2007)
- Twenty Good Years – serie TV, 13 episodi (2006-2008)
- Reaper - In missione per il Diavolo (Reaper) – serie TV, 1 episodio (2009)
- Ruby & the Rockits – serie TV, 1 episodio (2009)
- Weeds – serie TV, 2 episodi (2012)
- CSI: NY – serie TV, 1 episodio (2012)
- Hot Mess, regia di Lauren Iungerich – film TV (2013)
- Rush – serie TV, 3 episodi (2014)
- High Moon, regia di Adam Kane – film TV (2014)
- Living the Dream, regia di Mark Cendrowski – film TV (2014)
- Per amore di Daisy (Hometown Hero), regia di David S. Cass Sr. – film TV (2017)
- Come diventare una sposa perfetta (Bridal Boot Camp), regia di Jake Helgren – film TV (2017)

## Doppiatori italiani
Nelle versioni in italiano delle opere in cui ha recitato, Jake Sandvig è stato doppiato da:
- Corrado Conforti in Easy Girl
- Gianfranco Miranda in CSI: NY
- Simone Crisari in Storia di noi due